# Thomas Sowell
Thomas Sowell ( / s oʊ l / ; Gastonia, Carolina del Norte, 30 de junio de 1930) es un economista y teórico social estadounidense. Es miembro distinguido de la Hoover Institution de la Universidad Stanford.
Nació en Gastonia (Carolina del Norte) en 1930 y creció en Harlem, Nueva York. Debido a problemas económicos y domésticos, dejó la escuela secundaria Stuyvesant y entró en el Cuerpo de Marines de los Estados Unidos durante la Guerra de Corea. Se licenció en economía con magna cum laude de la Universidad de Harvard en 1958 y obtuvo una maestría de la Universidad de Columbia en 1959. En 1968, obtuvo su doctorado en economía de la Universidad de Chicago.
Se ha desempeñado en las facultades de varias universidades, incluidas la Universidad de Cornell y la Universidad de California en Los Ángeles. También ha trabajado para think tanks como el Urban Institute. Desde 1980, ha trabajado en la Hoover Institution de la Universidad de Stanford. Escribe desde una perspectiva conservadora libertaria. Sowell ha escrito más de treinta libros, varios de los cuales han sido reimpresos en diversas antologías. Recibió la National Humanities Medal en el año 2002 por su trabajo académico incorporando historia, economía y ciencias políticas.

## Biografía

### Primeros años
Sowell nació en Gastonia, Carolina del Norte, cerca de la frontera estatal con Carolina del Sur. Su padre murió poco antes de que él naciera, dejando atrás a la madre de Sowell, una criada, que ya tenía cuatro hijos. Una tía abuela y sus dos hijas mayores adoptaron a Sowell y lo criaron. [2] En su autobiografía, A Personal Odyssey, Sowell escribió que los encuentros de su infancia con los blancos fueron tan limitados que no sabía que el rubio era un color de cabello. [3] Cuando Sowell tenía 9 años, su familia se mudó de Charlotte, Carolina del Norte a Harlem, Nueva York para mayores oportunidades, como parte de la Gran Migración de Afroamericanos del Sur de los Estados Unidos al Norte.
Calificó para Stuyvesant High School, una prestigiosa escuela secundaria académica en la ciudad de Nueva York; fue el primero en su familia en estudiar más allá del sexto grado. Sin embargo, se vio obligado a abandonar los estudios a los 17 años debido a dificultades económicas y problemas en su hogar. [2] Sowell ocupó varios puestos, incluido uno en un taller de máquinas y otro como repartidor de Western Union; [4] Probó para los Dodgers de Brooklyn en 1948. [5] Fue reclutado en el ejército en 1951, durante la Guerra de Corea, y fue asignado a la Infantería de Marina de los Estados Unidos. Debido a su experiencia en fotografía, Sowell se convirtió en fotógrafo de la Infantería de Marina. [2]

### Educación superior y carrera temprana
Después de su baja , Sowell trabajó en la administración pública en Washington, DC y asistió a clases nocturnas en la Universidad de Howard , una universidad históricamente negra . Sus altas puntuaciones en las College Board exámenes y recomendaciones de dos profesores le ayudaron a ganar la admisión a la Universidad de Harvard , donde se graduó magna cum laude en 1958 con una Licenciatura en Artes grado en economía . [2] [6] Obtuvo una maestría de la Universidad de Columbia el año siguiente. [6]
Sowell ha dicho que fue marxista "durante la década de mis 20"; en consecuencia, una de sus primeras publicaciones profesionales fue un examen comprensivo del pensamiento marxista frente a la práctica marxista-leninista . [7] Sin embargo, su experiencia trabajando como pasante del gobierno federal durante el verano de 1960 lo llevó a rechazar la economía marxista a favor de la teoría económica del libre mercado . Durante su trabajo, Sowell descubrió una asociación entre el aumento de los salarios mínimos obligatorios para los trabajadores de la industria azucarera de Puerto Rico y el aumento del desempleo en esa industria. El estudio de los patrones llevó a Sowell a teorizar que los empleados del gobierno que administraban la ley del salario mínimo se preocupaban más por sus propios trabajos que por la difícil situación de los pobres. [8]
Sowell recibió un título de Doctor en Filosofía en Economía de la Universidad de Chicago en 1968. [6] Su disertación se tituló " La Ley de Say y la Controversia General de Glut ". [9] Sowell había elegido inicialmente la Universidad de Columbia para estudiar con George Stigler , quien más tarde recibiría el Premio Nobel de Economía . Cuando se enteró de que Stigler se había mudado a la Universidad de Chicago, lo siguió hasta allí. [10]

### Carrera
De 1965 a 1969, Sowell fue profesor asistente de economía en la Universidad de Cornell . Al escribir 30 años después sobre la toma de posesión de Willard Straight Hall por parte de estudiantes negros de Cornell en 1969 , Sowell caracterizó a los estudiantes como " matones " con "serios problemas académicos [que fueron] admitidos bajo estándares académicos más bajos ", y señaló que "sucede que el generalizado durante los cuatro años que enseñé en Cornell y viví en Ítaca, el racismo que los estudiantes negros supuestamente encontraron en cada rincón del campus y en la ciudad no fue evidente para mí ". [11]
Sowell ha enseñado economía en Howard University, Rutgers , Cornell, Brandeis University , Amherst College y University of California, Los Ángeles . Desde 1980, ha sido miembro principal de la Hoover Institution en la Universidad de Stanford , donde tiene una beca que lleva el nombre de Rose y Milton Friedman , su mentor. [6] [12] Además, Sowell apareció varias veces en el programa Firing Line de William F. Buckley Jr. , durante el cual discutió la economía de la raza y la privatización .[13] [14]
En 1987, Sowell testificó a favor del juez de la corte federal de apelaciones Robert Bork durante las audiencias para la nominación de Bork a la Corte Suprema de Estados Unidos . En su testimonio, Sowell dijo que Bork era "el nominado más altamente calificado de esta generación" y que lo que él veía como activismo judicial , un concepto al que Bork se oponía como un autodenominado originalista y textualista , "no ha sido beneficioso para las minorías. " [15]
En una reseña del libro de Sowell de 1987, A Conflict of Visions , Larry D. Nachman en la revista Commentary describió a Sowell como un destacado representante de la escuela de economía de Chicago . [dieciséis]

### Vida personal
Previamente casado con Alma Jean Parr de 1964 a 1975, Sowell se casó con Mary Ash en 1981. [17] [18] Tiene dos hijos, John y Lorraine. [19] [20] [21]
En 2007, Sowell comentó que la televisión modernos programas de entrevistas no ha producido la calidad de David Susskind 's de extremo abierto o de la Universidad de Chicago mesa redonda y que Meet the Press, moderado por Tim Russert era diferente a los espectáculos moderadas por Lawrence Spivak o Bill Monroe . [22] Sowell también es conocido por su desdén por la autopromoción .

## Principales publicaciones
Uno de sus libros más leídos es precisamente Basic Economics (cuarta edición en 2010) donde, como indica el subtítulo, trata de crear una "guía para el sentido común en economía" entendiendo el concepto de economía en su sentido más amplio. El libro fue traducido al español en 2012 como Economía Básica.
En Knowledge and Decisions, publicado en 1980, Sowell muestra cómo el conocimiento es también una variable económica llegando a conclusiones que adelantarían en casi dos décadas a la llamada "gestión del conocimiento".
Otras obras de Sowell como Race and Culture, publicada en 1994, The vision of the anointed, de 1995, o Migrations and Cultures, de 1996, muestran la aplicación de un enfoque económico a diversos aspectos sociales. Para comprender este punto, es necesario recurrir a la definición de economía que el propio Sowell, citando a Lionel Robbins da: "La economía es el estudio del uso de recursos escasos que tienen usos alternativos".

## Obra de Sowell en castellano
- Sowell, Thomas (2007). Economic Facts and Fallacies. Basic Books. pp. 262 pages. ISBN 978-0465003495. (Sowell, Thomas (2008). La economía: verdades y mentiras. Barcelona: Deusto. p. 288.)
- Sowell, Thomas (2004). Affirmative Action Around the World: An Empirical Study. New Haven, Conn: Yale University Press. pp. 256. ISBN 978-0300107753. (Sowell, Thomas (2006). La discriminación positiva en el mundo. Madrid: Editorial Gota a Gota. p. 291.)
- Sowell, Thomas (1987). A Conflict of Visions: Ideological Origins of Political Struggles. William Morrow. ISBN 0-688-06912-6. (Sowell, Thomas (1990). Conflicto de visiones. Buenos Aires: Editorial Gedisa.)
- Sowell, Thomas (2010). Basic Economics: A Common Sense Guide to the Economy (4th ed.) (4 edición). Cambridge, Mass.: William Morrow. ISBN 978-0-465-02252-6. (Sowell, Thomas (2012). Economía Básica (1 edición). Madrid: Editorial Deusto S.A. Ediciones. ISBN 978-8-423-41264-8.)